# Obersaxen Mundaun
Obersaxen Mundaun é uma comuna da Suíça, situada na região de Surselva, no cantão de Grisões. Tem 70,36 km² de área e sua população em 2018 foi estimada em 1.188 habitantes.
Foi criada em 1 de janeiro de 2016, a partir da fusão das antigas comunas de Obersaxen e Mundaun.